# Napoca Construcții
Napoca Construcții este o companie de construcții din România.
A fost înființată îanul 1991, în urma divizării Trustului de Construcții Montaj Cluj, cu obiect principal de activitate construcții de clădiri și lucrări de geniu.
Acționarii companiei sunt IT Transilvania Invest cu 53,82% din acțiuni, restul de 46,18% din acțiuni aflându-se în posesia altor acționari persoane fizice.
Acțiunile companiei Napoca Constructii sunt listate la Bursa de Valori București, categoria III-R.
Compania desfășoară lucrări de construcții civile, agricole și industriale, reparații și restaurări monumente și clădiri vechi, și fabrică betoane, mortare, mozaic, confecții din lemn, metal și aluminiu.
Napoca Construcții se ocupă și de demolarea construcțiilor, terasamente și organizare de șantier, lucrări de foraj și sondaj pentru construcții, construcții de autostrăzi, drumuri, aerodromuri și baze sportive, construcții hidrotehnice, lucrări de instalații tehnico-sanitare, electrice, lucrări de arhitectură, inginerie și servicii de consultanță tehnică, izolații și protecție anticorozivă.
Număr de angajați în 2008: 314